# Żywot Mateusza
Żywot Mateusza è un film del 1968 diretto da Witold Leszczyński. Doveva essere presentato in concorso al Festival di Cannes 1968, ma l'evento venne sospeso a seguito dei fatti del maggio francese. Il soggetto è tratto dal romanzo Gli uccelli, di Tarjei Vesaas.

## Riconoscimenti
- 1969 - Semana Internacional de Cine de Valladolid
  - Espiga de oro